# Comité international des Jeux méditerranéens
Das Comité international des Jeux méditerranéens (CIJM, englisch ICMG, International Committee of Mediterranean Games) ist ein internationaler Sportverband. Er ist für die Organisation und Durchführung der Mittelmeerspiele sowie der Mediterranean Beach Games verantwortlich. Gegründet wurde das Comité international des Jeux méditerranéens im Jahr 1948. Sitz der Organisation ist Athen.

## Organisation
Das CIJM umfasst folgende Gremien:
- Exekutivbüro (mit Präsident, zwei Vizepräsidenten, Generalsekretär und Schatzmeister)
- Exekutivkomitee, zusammengesetzt aus dem Exekutivbüro und zehn weiteren Mitgliedern
- Ethik- und Rechtskommission
- Solidaritäts-, Kultur- und Bildungskommission
- Sportprogrammkommission
- Kommunikations- und Marketingkommission
- Frauensportkommission
- Medizin- und Wissenschaftskommission
- Athletenkommission

Die Organisation verfügt über eine eigene Charta, die an jene des IOC angelehnt ist. Die Amtssprachen sind Arabisch, Englisch und Französisch.

## Geschichte
Im Jahr 1955 wurde bei den II. Mittelmeerspielen in Barcelona der Plan zur Gründung eines Komitees vorgelegt, das die Organisation und die Betreuung zukünftiger Mittelmeerspiele übernehmen. Dadurch sollten insbesondere die einzelnen Nationalen Olympischen Komitees entlastet werden. Am 16. Juni 1961 nahm das CIJM seine Tätigkeit auf. Seit 2015 führt das CIJM auch die Mediterranean Beach Games durch, bei denen Sportarten auf dem Programm stehen, die auf Sand oder im Wasser durchgeführt werden.
Von allen NOK der Mittelmeer-Anrainerstaaten haben Israel und Palästina bisher nicht an den Mittelmeerspielen teilgenommen, ebenso wenig das Vereinigte Königreich, welches das britische Überseegebiet Gibraltar sowie Akrotiri und Dekelia vertritt.
Im Falle Israels argumentierte Allen Guttman in The Games Must Go On, dass der Ausschluss sowohl antisemitisch als auch politisch motiviert sei, da die teilnehmenden arabischen Nationen Israel gegenüber feindlich eingestellt seien. IOC-Präsident Avery Brundage unterstützte Israels Wunsch, an den Spielen teilzunehmen, nicht und sagte: „Ich kann nicht verstehen, warum jemand dorthin gehen will, wo er nicht erwünscht ist.“ Bei den Mittelmeerspielen 1959 in Beirut verweigerte der IAAF die Genehmigung zur Durchführung eines Leichtathletik-Wettbewerbs, wenn Israel nicht teilnehmen dürfe. Der libanesische Organisator der Spiele, Gabriel Gemayel, gab zwar nach, umging die Entscheidung jedoch, indem er neben den offiziellen Wettbewerben der Mittelmeerspiele parallel dazu die Libanesischen Spiele mit Leichtathletikwettbewerben abhielt, mit Beteiligung der Teilnehmer der Mittelmeerspiele.

## Mitglieder
Zurzeit gehören 26 Länder dem CIJM an. Nicht alle sind Anrainerstaaten des Mittelmeers, und zwar Portugal, Andorra, Kosovo, San Marino, Serbien und Nordmazedonien.
| - Albanien - Algerien - Andorra - Bosnien und Herzegowina - Zypern - Kroatien - Ägypten - Frankreich - Griechenland - Italien - Kosovo - Libanon - Libyen | - Nordmazedonien - Malta - Marokko - Monaco - Montenegro - Portugal - San Marino - Serbien - Syrien - Slowenien - Spanien - Tunesien - Türkei |